# Adalberão de Laon
Adalberão de Laon (em francês: Adalbéron de Laon; também chamado Ascelin (c. 947 — abadia de Saint-Vincent de Laon, 27 de janeiro de 1030) foi um bispo e poeta francês. Foi bispo de Laon de 977 a 1030, pertenceu à casa de Ardenas e era filho de Régnier, conde de Bastogne, filho de Gozlin, conde de Bidgau e Methingau, filho do conde palatino Wigerico da Lotaríngia.
O tio de Adalberão é Adalberão, arcebispo de Reims.
Em seus Poemas ao Rei Roberto, ele é considerado o primeiro a formular a regra habitual da separação dos três poderes, ou tripartição, embora Dominique Iogna-Prat e Edmond Ortigues tenham encontrado textos anteriores. Esses são os dos monges beneditinos Haymon e seu aluno Heyric d'Auxerre em sua obra Miracula Sancta Germani.

## Biografia

### Educação
Adalberão iniciou seus estudos em Gorze, e de 969 a 974 foi aluno, em Reims, de Gerbert d'Aurillac, o futuro Papa Silvestre II e esteve no capítulo da catedral de Metz.

### Episcopado

Sociedade medieval: um padre, um cavaleiro, um trabalhador. Essa miniatura ilustra a ideologia das três ordens sociais (aqueles que rezam, aqueles que lutam, aqueles que trabalham)

Lotário, o rei carolíngio da França, nomeou-o bispo de Laon em 16 de janeiro de 977, após a morte de Roricon, morto em 20 de dezembro de 976. Em 1 de abril de 977, seu tio, o arcebispo Adalberão de Reims, consagrou-o como bispo na catedral de Laon.
Logo após sua ascensão à sede episcopal, circularam rumores de que ele estava tendo um caso com a rainha Ema da Itália, esposa de Lotário. Para descobrir a verdade, seu tio, o arcebispo de Reims, convocou um sínodo, que finalmente inocentou a rainha e o bispo Ascelin. O irmão do rei Lotário, Carlos da Baixa Lorena, que havia incentivado esses rumores, foi exilado.

### Apoio de Hugo Capeto
Entretanto, após a morte de Lotário e de seu filho Luís V, ele ficou do lado de seu tio, o arcebispo Adalberão de Reims, como um dos arquitetos da mudança de dinastia. No Domingo de Ramos, 29 de março ou na Quinta-feira Santa, 2 de abril de 991, ele entregou Carlos de Lorena, o último representante e herdeiro legítimo da dinastia carolíngia, a Hugo Capeto, rei dos francos.
Na primavera de 993, o conde Eudo I de Blois, decepcionado por Hugo Capeto e seu filho terem se recusado a conferir-lhe o título de duque dos francos, imaginou, em parceria com Adalberão de Laon, capturá-los durante uma reunião planejada em Metz com o imperador Otão III III e colocar Luís, filho de Carlos da Baixa Lorena, no trono. Eudo I de Blois se tornaria duque dos francos e Adalberão bispo de Reims. Hugo Capeto e seu filho alertados frustraram essa tentativa e Adalberão foi deposto no Sínodo de Pavia em 998.
Todas as suas ações lhe renderam a reputação de Vetulus Traditor (velho traidor).

### OsPoemas para o rei Robertoe a tripartição

Três níveis de organização social

Adalberão foi o autor de um poema satírico, Carmen ad Rotbertum regem, escrito entre 1027 e 1030, na forma de um diálogo dedicado a Roberto II da França, no qual argumentava contra a reforma episcopal e monástica contemporânea (como as Reformas cluníacas). Ele demonstrou sua aversão a Odilo, abade de Cluny, e seus seguidores, e sua objeção a pessoas de origem humilde serem nomeadas bispos. As versões incluem:
- Carozzi, Claude (ed. e trad.). Adalberon de Laon. Poème au roi Robert. Les classiques de l'histoire de France au moyen âge 32. Paris, 1979.
- Migne, J.P. (ed.). Patrologia Latina, vol. 141. Paris, 1844. Transcrição disponível em «Documenta Catholica Omnia».
- Valois, H. (ed.). Carmen panegyricum in laudem Berengarii. Paris, 1663. Primeira publicação (moderna) do poema.

Foi um dos primeiros antes de Gérard de Cambrai, a formular o antigo princípio político da separação dos três poderes, ou tripartição, à imagem da Cidade de Deus de Santo Agostinho. A teoria das ordines dividia a sociedade conforme as funções de cada um: os oratores (aqueles que rezam, monges, padres), os pugnatores ou bellatores (aqueles que lutam, somente 1 a 2% da população) e os laboratores (aqueles que trabalham ou, mais precisamente, que cultivam a terra, a grande maioria dos camponeses).
A data de sua morte é incerta, mas segundo o obituário de Saint-Vincent de Laon, ele morreu em 27 de janeiro de 1030 (ou 1031). Foi enterrado na igreja da abadia de Saint-Vincent de Laon.